# Igreja de Nossa Senhora do Rosário (Itaúna)
A Igreja de Nossa Senhora do Rosário, localizada no alto do morro do Rosário, foi a primeira igreja construída no município de Itaúna, em Minas Gerais, por volta de 1750. Antes desse período, quando da fundação do povoado, foi erguida no mesmo local uma cruz (existente até hoje) e um oratório dedicado à padroeira de cidade - Sant'Ana. Esse oratório servia de ponto de encontro para que as mulheres dos fundadores e primeiros habitantes pudessem realizar suas obrigações religiosas.
A capela abrigou Sant'Ana até a criação da Paróquia Sant'Ana de Itaúna, quando houve a troca dos padroeiros: Nossa Senhora do Rosário deixa a igreja construída pelos negros na praça central e sobe para a antiga capela e Sant'Ana desce o morro e acaba na antiga igreja dos negros.
Além de ser a edificação mais antiga do município de Itaúna, mas também, a igreja do Rosário é um ponto turístico da cidade e local de uma tradicional festa católica dos itaunenses. A festividade do Reinado, ou Congado, acontece todos os anos no mês de agosto. A data principal da festividade ocorre no dia 15, feriado municipal e festa da Assunção de Maria. Essa festa reúne centenas de pessoas nas celebrações e danças em louvor à Santíssima Virgem e Mãe do Rosário.

## História

### Assentamento urbano e construção de um oratório

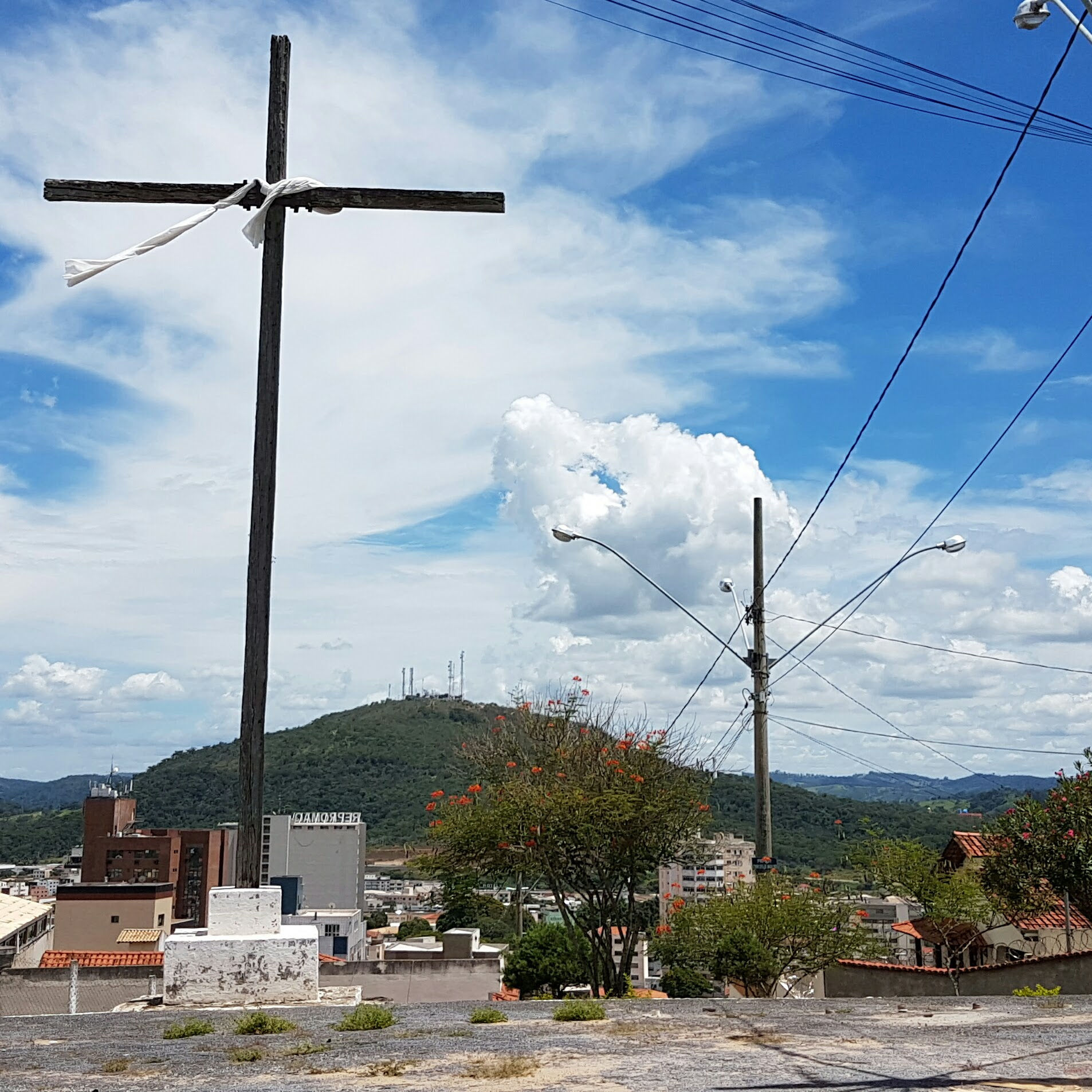
O crucifixo erguido no alto do morro em data anterior a 1739 é o bem mais antigo do Conjunto Arquitetônico.

Por volta de 1720, acredita-se já haver habitantes de origem europeia nas terras de Itaúna, mais precisamente nas encostas do morro do Rosário, onde se originou o arraial de Santana do São João Acima, que deu origem ao município.
Na época, o português F. Sobreira, acompanhado por outros patrícios e africanos, apossou-se de terras férteis nas margens do rio Paraopeba, na região de Bonfim. Esse português fixou residência no povoado de Santana do Paraopeba, atual distrito de Belo Vale. Dotado de grande sentimento religioso, mandou logo edificar três Capelas: uma em Santana do Paraopeba, outra em Santana do Rio Acima, hoje município de Itaúna e uma em Bonfim para as quais trouxe de Portugal três imagens, duas de Santana e  uma  do  Senhor  de  Bonfim,  que  são veneradíssimas pelos católicos. A imagem de Sant'Ana era talhada em cedro, com douramentos barrocos, e chegou ao arraial em 1735, oriunda de Setúbal, Portugal.
Em 1739, próximo ao local onde fora erguida uma cruz que permanece até hoje, o sargento-mor Gabriel da Silva Pereira construiu um oratório, erigido de taipa de pilão e coberto de capim, no alto do morro do Rosário, a pedido de sua esposa Florência Cardoso de Camargo e das esposas de seus sócios: Ana Maria Cardoso de Camargo esposa de Tomás Teixeira e Maria de Jesus Camargo, esposa de Manoel Neto de Melo. Famílias muito católicas, as três irmãs, filhas de João Lopes de Camargo, fundador de Ouro Preto, não admitiam morar em local onde não pudessem cumprir seus deveres religiosos.

### Substituição do antigo oratório pela atual igreja
Já em 1750, por provisão de Dom Frei Manuel da Cruz, o primeiro bispo de Mariana, iniciou-se a construção de uma capela para abrigar a imagem de Sant'Ana, no local onde fora construído o antigo oratório. Essa capela, em estilo predominantemente barroco passou a ser local de orações para a população de Sant'Ana do São João Acima. A obra ficou pronta em 11 de outubro de 1765. O historiador João Dornas Filho, em sua obra Itaúna, Contribuição para a História do Município, de 1936, aventou a possibilidade do templo ter sido construído pelos padres Caturra e Custódio Coelho Duarte, ambos portugueses e jesuítas, que estavam radicados nos vilarejos mais antigos da região Oeste da Capitania de Minas Gerais, após serem expulsos em 1759 por Marquês de Pombal, secretário de Estado do Reino.  A hipótese, no entanto, não foi comprovada.
Do ano da fundação da igreja até 1841, a igreja do arraial de Sant’Ana do rio São João Acima foi uma filial subordinada à Matriz de Nossa Senhora do Pilar de Pitangui. Isso significa que o arraial era um Curato por situar-se no território da paróquia de Pitangui. No Livro de Provisões da Câmara Episcopal de Mariana, sede do bispado a que pertencia a vila de Pitangui, encontra-se o documento que elevou o Curato de Sant’Ana à categoria de Paróquia pela Lei Provincial nº  209, de 07 de abril de 1841, na data de criação do distrito que foi desmembrado de Pitangui e, como tal, declarada pelo  Presidente da Província de Minas Marechal Sebastião Barreto Pereira Pinto.

### Troca de orago

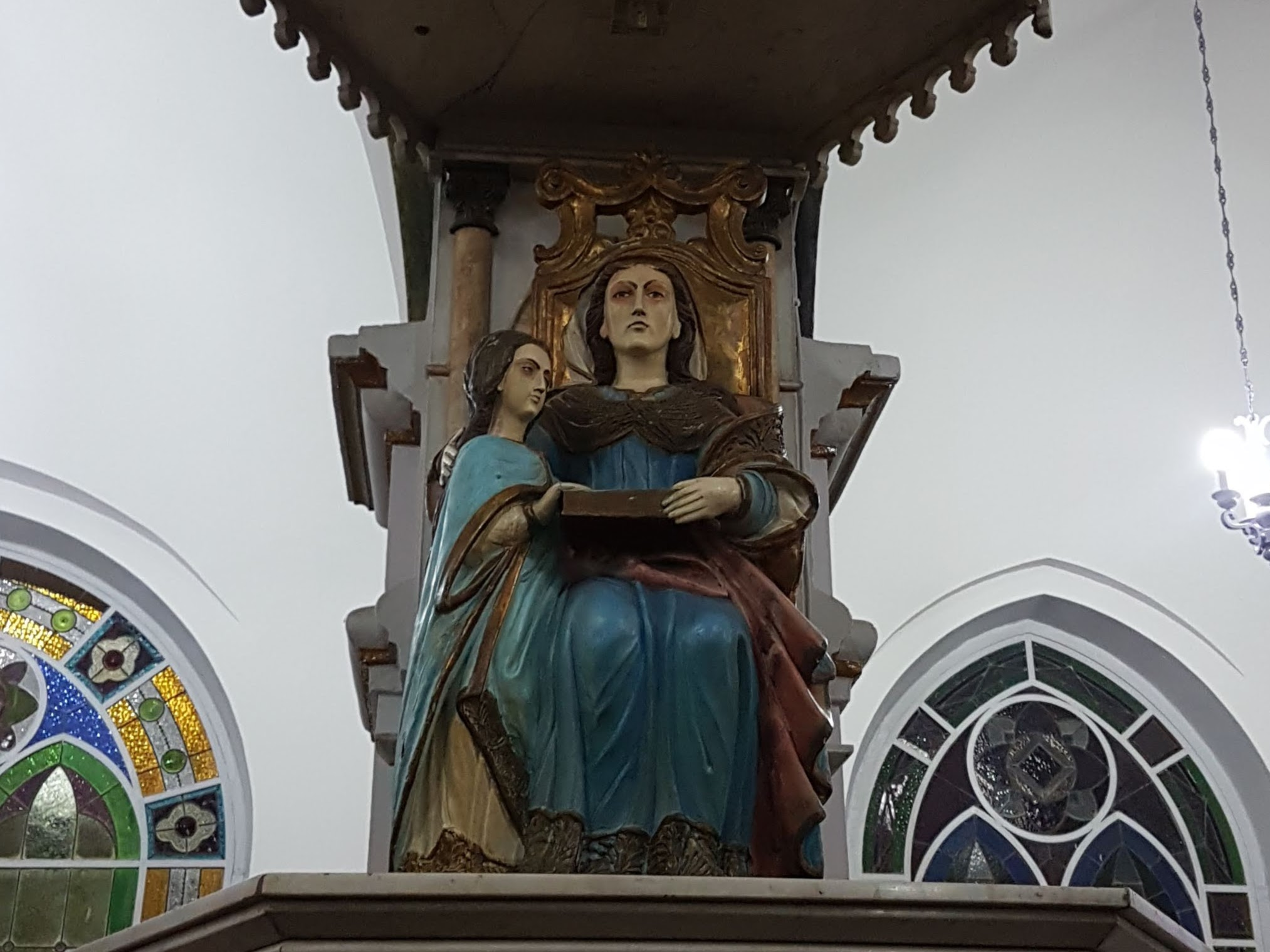
A escultura de Sant'Ana foi a principal imagem da igreja até o século XIX. Hoje, essa santa está destacada no púlpito da Igreja Matriz de Santana, no centro de Itaúna.

A escultura de Sant'Ana feita em madeira de cedro em Setúbal, Portugal, aproximadamente em 1735, foi a imagem principal do oratório demolido no século XVIII e da Igreja de Nossa Senhora do Rosário até a primeira metade do século XIX. Naquela época, a igreja também servia como lugar de enterro dos mortos, pois era vontade dos fieis serem enterrados em locais sagrados, pois eles acreditavam que estariam mais próximos dos santos e de Deus.
Após um século da construção da igreja, o povoado de Santana do São João Acima havia crescido em direção às margens do rio São João. O templo já não era mais grande o suficiente para abrigar os fieis nas celebrações e cultos religiosos. Havia também a necessidade de se construir um novo cemitério, pois o costume de enterrar os mortos nas igrejas foi proibido por motivos de higiene. Na parte mais baixa da cidade, havia sido construída uma pequena igreja dedicada a Senhora do Rosário, que era mais frequentada pelos negros.
Naquela época, era comum a Igreja Católica incentivar ações para promoção de missões populares no interior do país. Foram os "barbôneos", ou frades capuchinhas, que propuseram a construção de um novo cemitério, a expansão da igreja de baixo bem como a troca de oragos entre as igrejas em uma missão no povoado no ano de 1853.
Desde 1841, quando o pequeno arraial de Sant'Ana, até então um curato, foi elevado à categoria de Paróquia, ocorrem celebrações religiosas, como novenas e festividades dedicadas à santa. Atualmente, Sant'Ana é a padroeira do município e é imagem principal da Igreja Matriz de Sant'Ana em Itaúna, destacada no púlpito dessa igreja.

### Conservação, reformas e restauração
A igreja foi tombada pelo município por meio do Decreto 4.236, de 05 de setembro de 2000, que criou o Conjunto Urbano e Arquitetônico do Morro do Rosário. O Conjunto, com uma área de 2,6 hectares, compreende a Igreja Nossa Senhora do Rosário, a Capela Nossa Senhora do Rosário, o Cruzeiro e o Adro, declarados como patrimônio cultural e artístico do município. O Decreto garante proteção e fiscalização que impedem sua descaracterização. O Conjunto também é reconhecido como bem cultural protegido pelo governo estadual desde 2003.
Ao longo da história, a igreja passou por diversas reformas, o que alterou seu estilo original, deixando-a descaracterizada. Em 2006, na tentativa de devolver à capela seu estilo arquitetônico e suas pinturas, iniciou-se um processo de restauração em seu interior, mas os trabalhos foram interrompidos em 2008 para evitar a descaracterização do Conjunto Arquitetônico do Morro do Rosário, as obras foram paralisadas pelos técnicos do Instituto Estadual do Patrimônio Histórico e Artístico de Minas Gerais (IEPHA).

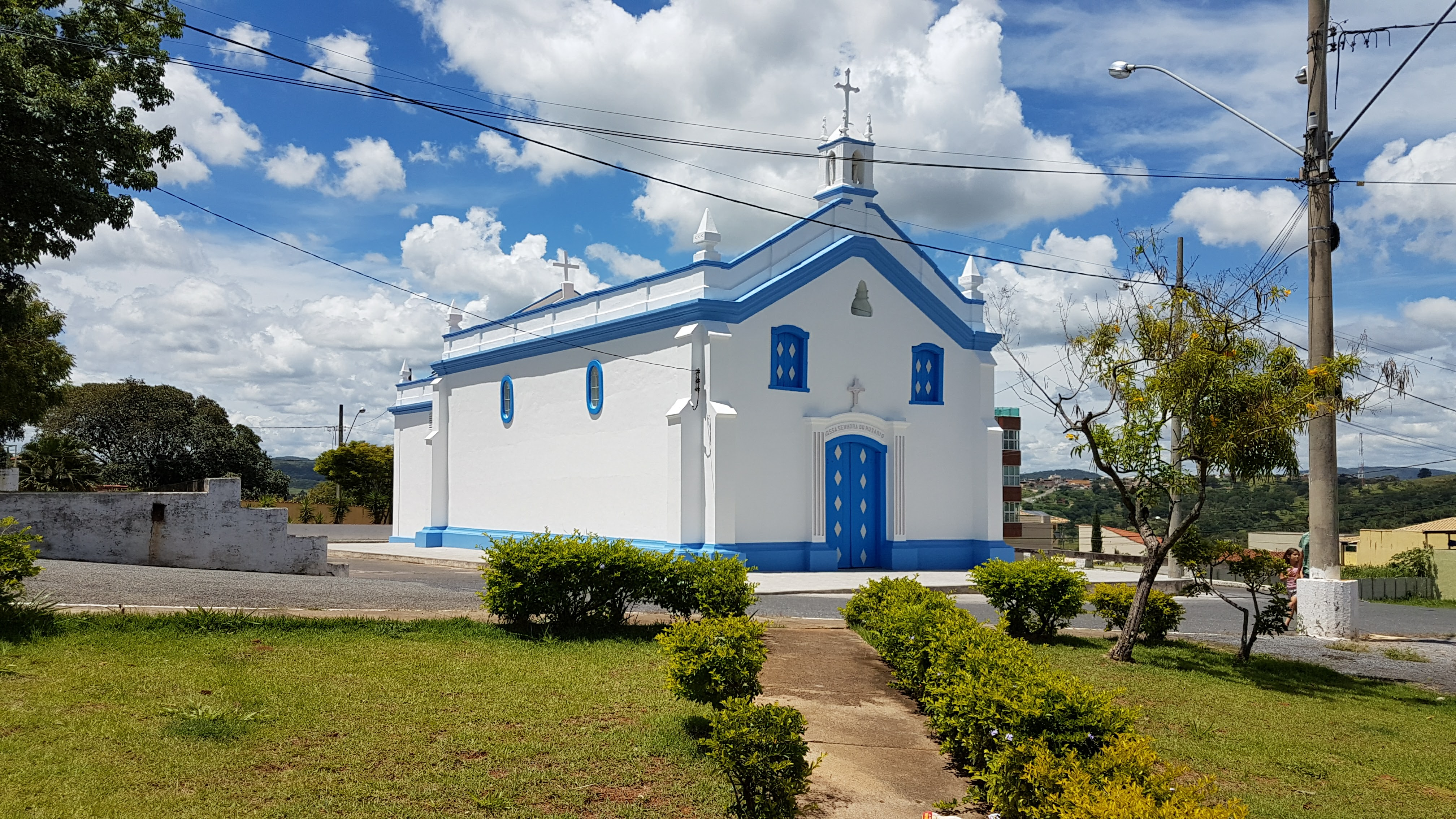
Vista da Igreja Nossa Senhora do Rosário, após restauração.

Em 2014, foi aprovado projeto de restauração da igreja. A obra iniciou-se em outubro de 2014, após convênio firmado entre a Associação Sete Guardas, que representa a paróquia, a Prefeitura e o Instituto Yara Tupynambás, responsável técnico pela restauração. A obra foi realizada com recursos públicos entregues pela Prefeitura. Os recursos repassados pela prefeitura municipal não foram suficientes, por isso houve empenho da Paróquia de Sant'Anna e a união de pessoas da comunidade, que realizaram doações de empresas e pessoas físicas. Após conclusão da obra, a igreja teve as portas abertas para o público em 18 de dezembro de 2016. Na data, houve uma solenidade de inauguração da igreja, celebrada com a presença do bispo diocesano Dom José Carlos, de resentantes locais do Congado e da artista plástica Yara Tupynambá, que representou o instituto responsável pela restauração.

## Características artísticas e arquitetônicas
A igreja localiza-se próxima ao topo do morro do Rosário, cuja altitude máxima é de 938 metros em relação ao nível do mar, ao sul da região central de Itaúna. A fachada da igreja é simétrica e voltada para o centro do município e para o rio São João. Na fachada, há uma porta e duas janelas de madeira, com detalhes talhados em formato de losango e, na parte superior, há uma abertura em forma de sino, que, atualmente, é fechada por vidro. A torre da igreja, instalada sobre o centro do frontispício possui uma sineira com quatro aberturas. O acesso ao interior da igreja é realizado por três portas, sendo a principal na fachada da igreja, uma na lateral direita e outra no anexo da sacristia, também à direita. Há pináculos em todos os cantos das coberturas da igreja e do anexo, seis ao todo. As duas coberturas foram construídas em telhas de barro cozido, uma sobre a nave, mais alta, e outra sobre a área do presbitério e do altar-mor, que se estende sobre a sacristia. Ambas as coberturas são formadas por dois planos concorrentes em ângulo obtuso. Sob as coberturas, estão instalados forros em madeira, atualmente pintados de azul. Próximo ao frontispício está projetado o coro construído em madeira, cujo acesso ao piso superior é realizado por uma escada de madeira na lateral direita.
A arquitetura do edifício caracteriza-se por ser simples e pela ausência de excesso de curvas ou detalhes dos adornos. Há autores que identificam que a pobreza e a simplicidade das linhas da igreja denotam estilo jesuítico, que era comum na época em alguns templos católicos da região.
A talha dourada, característica típica do Barroco, estava presente na imagem de Sant’Ana, que fora transferida a outra igreja. No altar-mor e nos altares laterais, observa-se a presença de adornos em madeira talhada, com curvas do estilo barroco, onde repousam imagens de santos católicos e há pinturas que representam a fé cristã.

## Galeria de Imagens

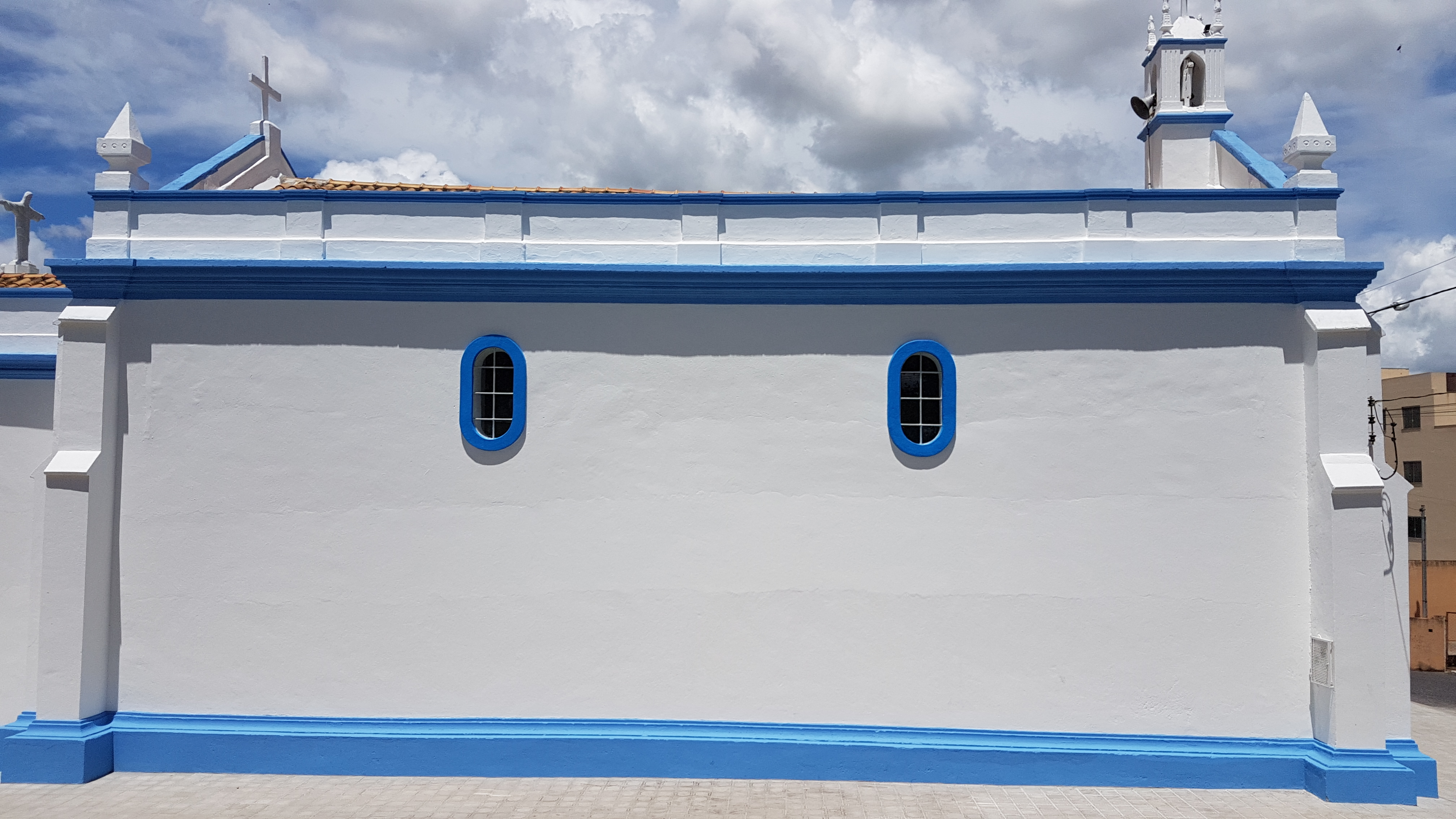
Lado esquerda da igreja, sem portas.
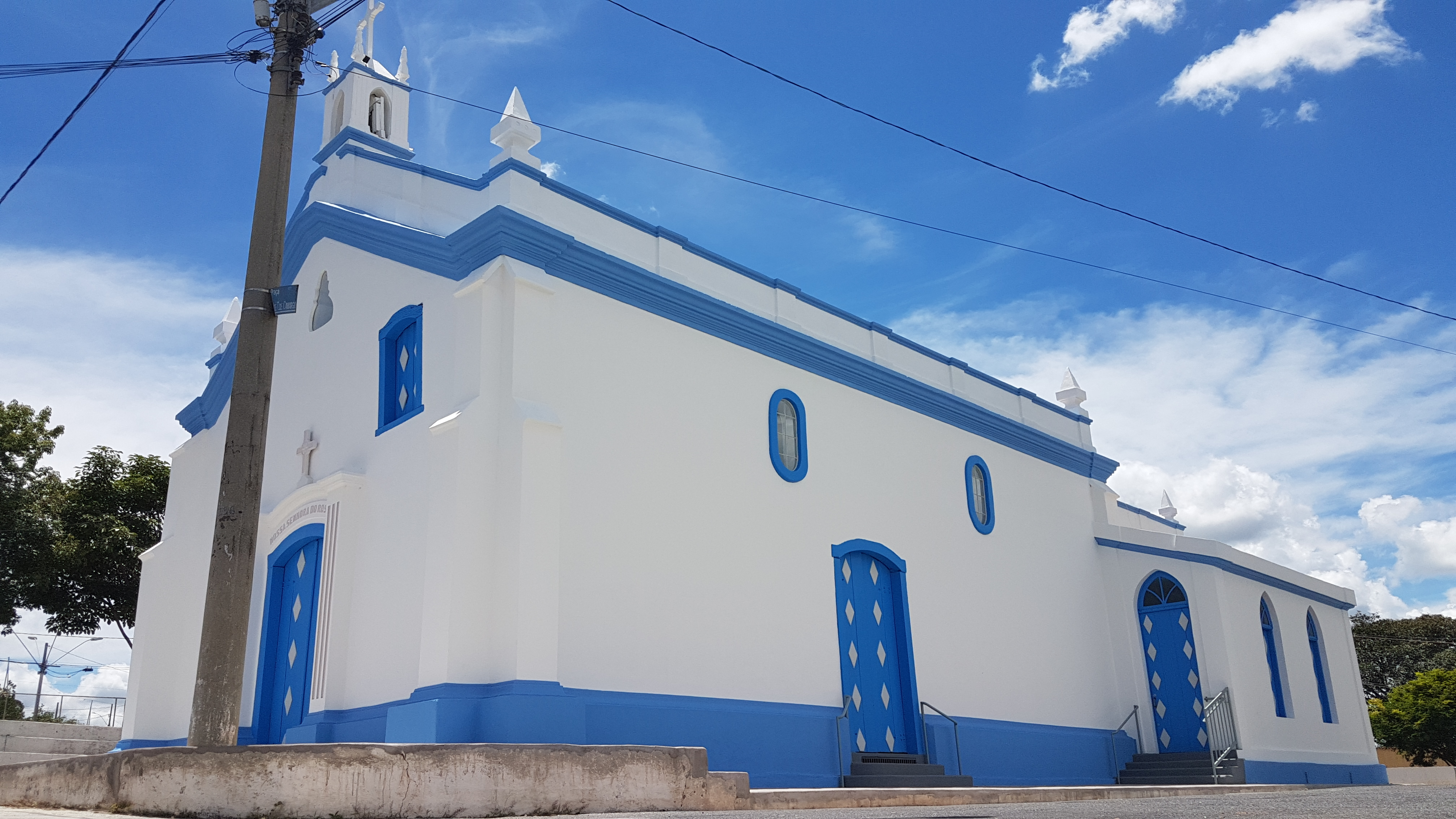
Portas de acesso ao lado direito e à sacristia.
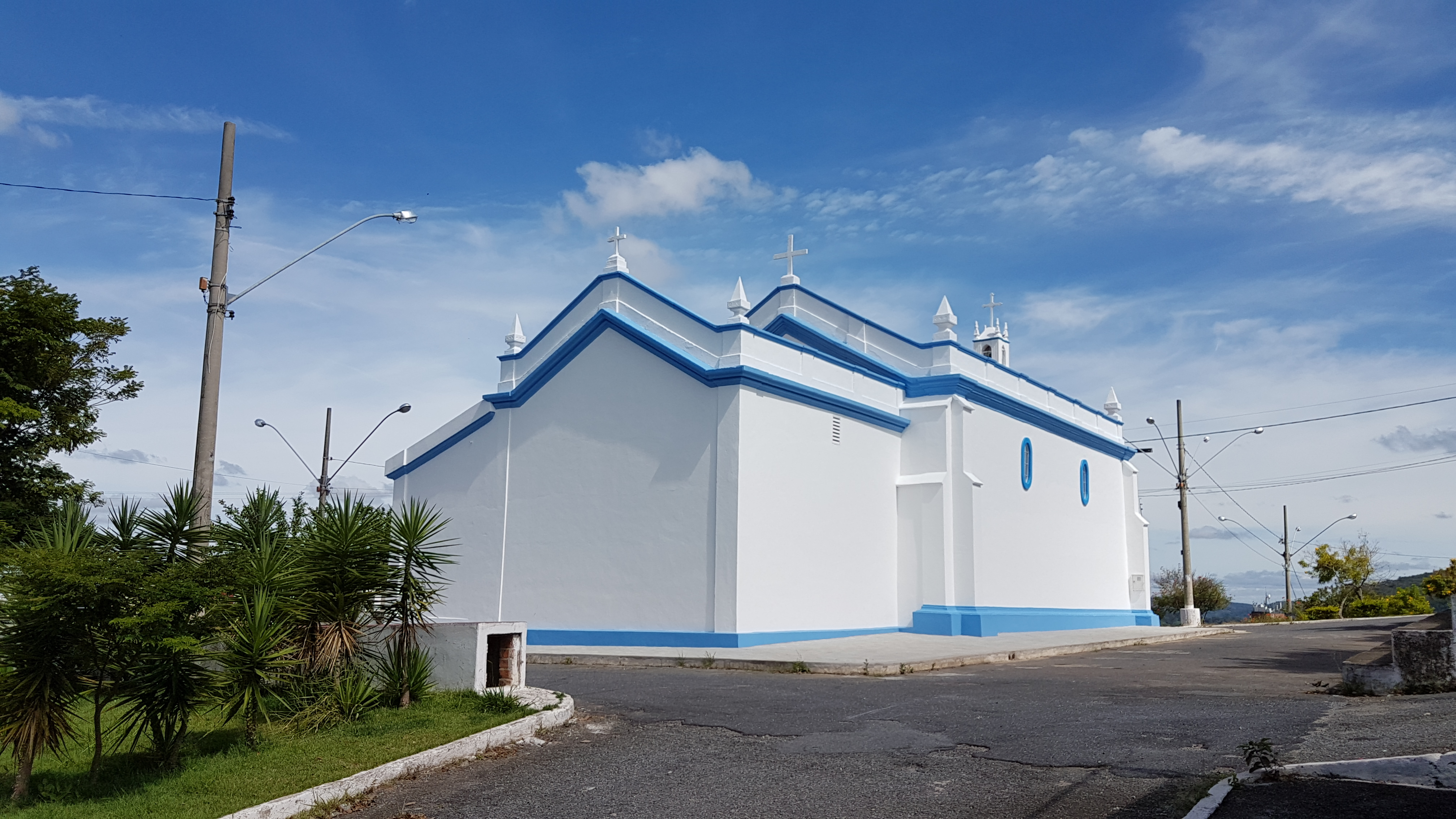
Fundo da igreja.
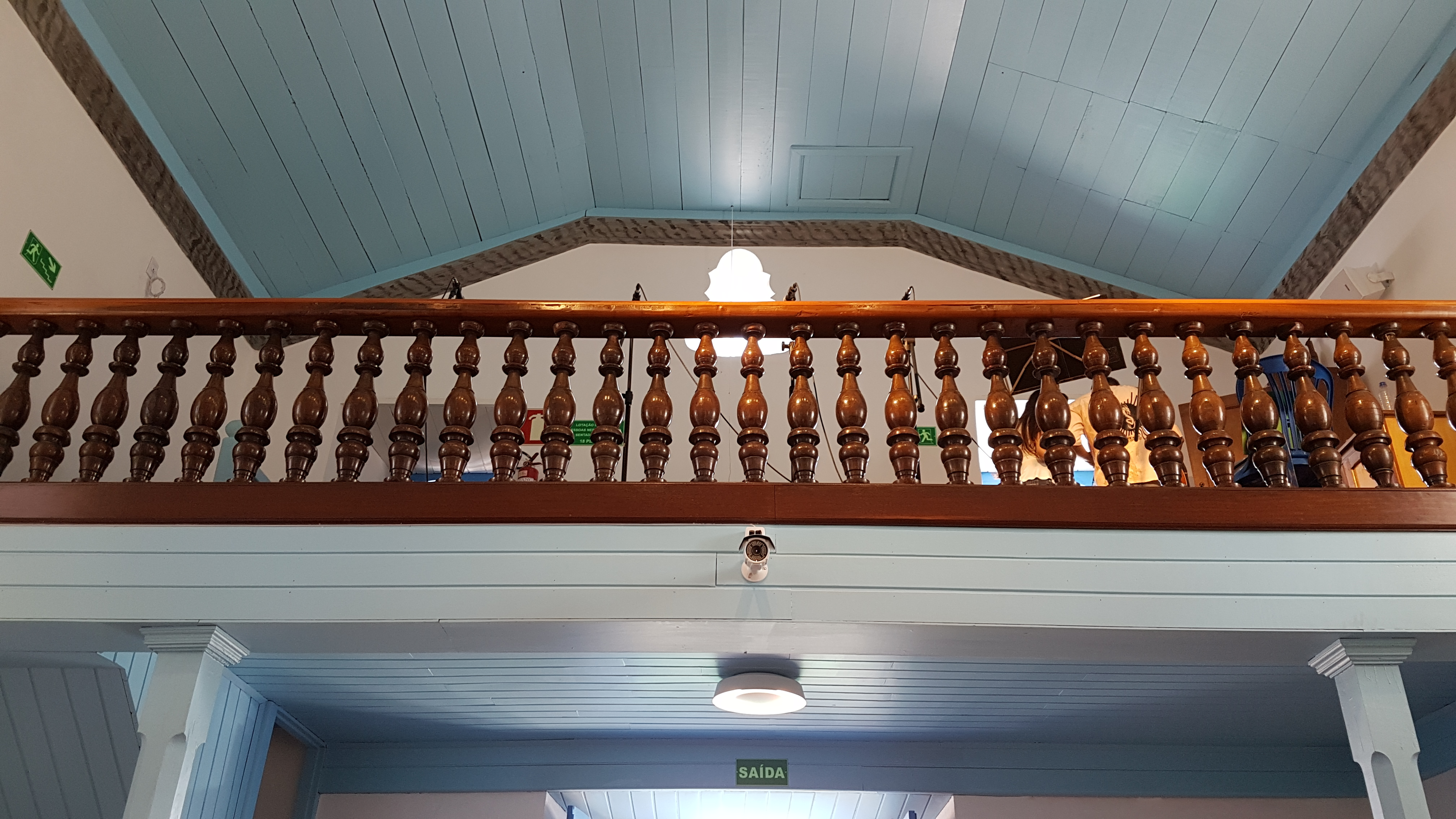
Coro da igreja.
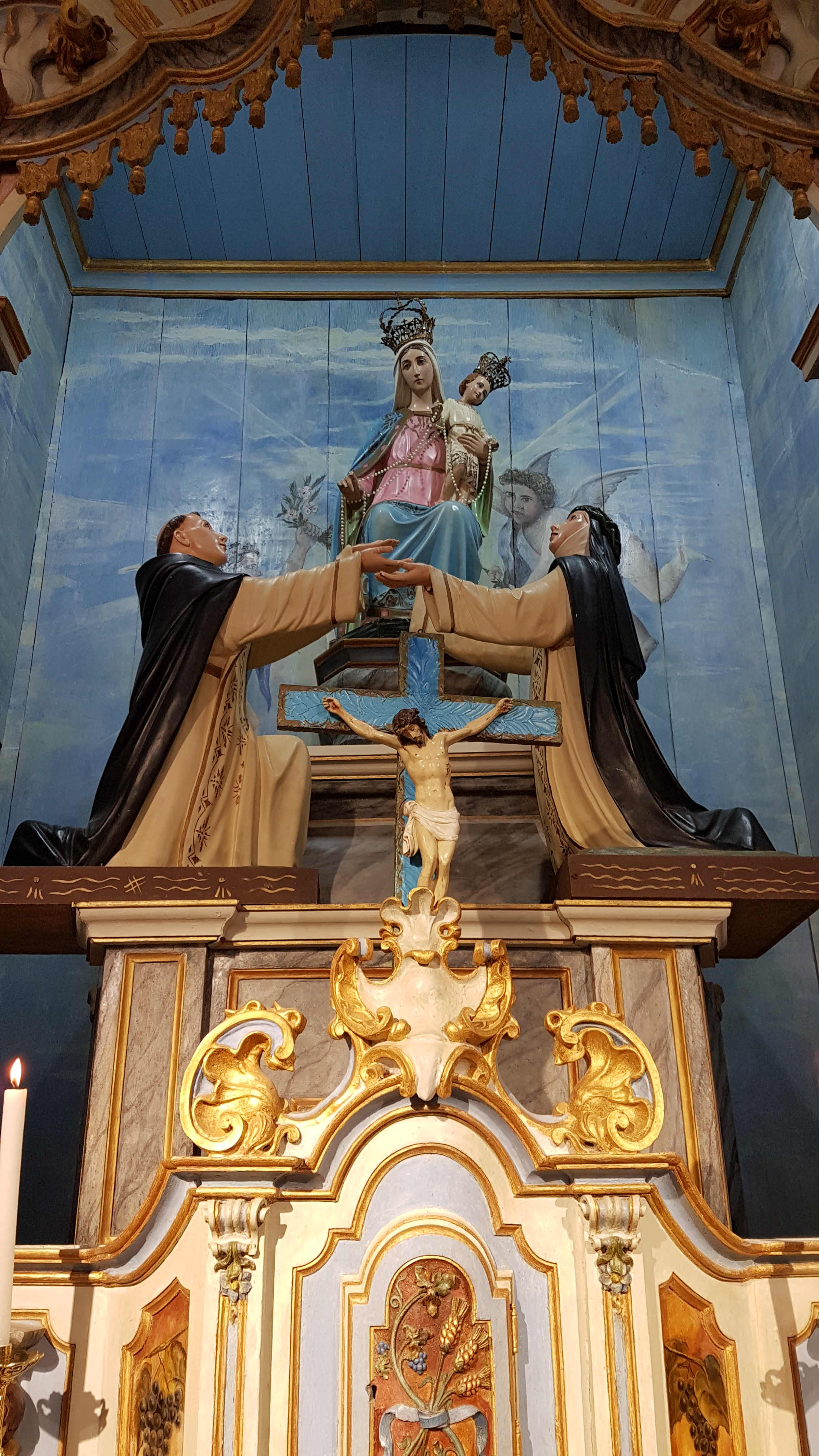
Altar-mor com as imagens de Nossa Senhora do Rosário, São Francisco de Assis, Clara de Assis e Jesus Cristo sepultado.
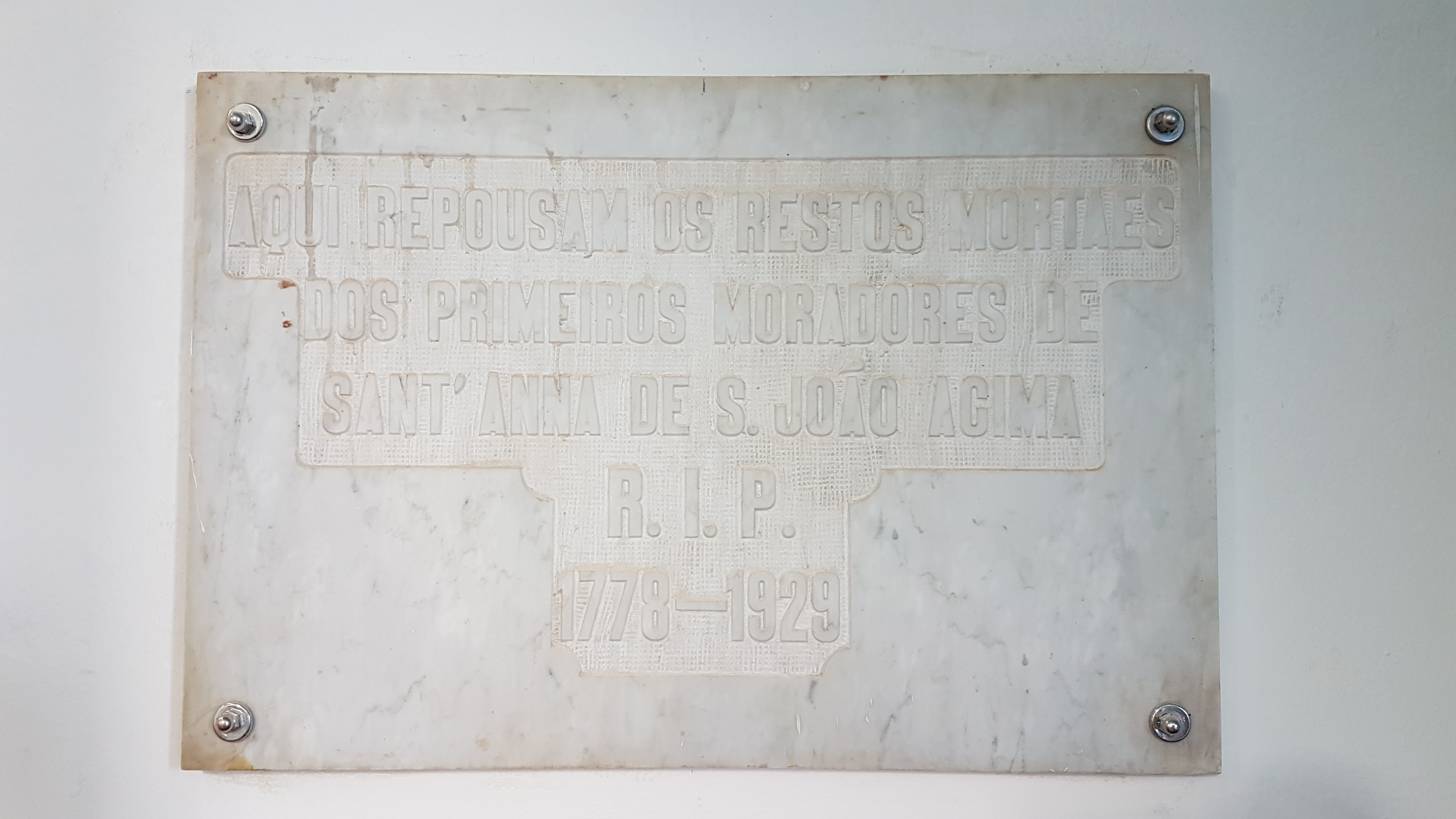
Placa em homenagem aos primeiros moradores de Sant'Anna de São João Acima
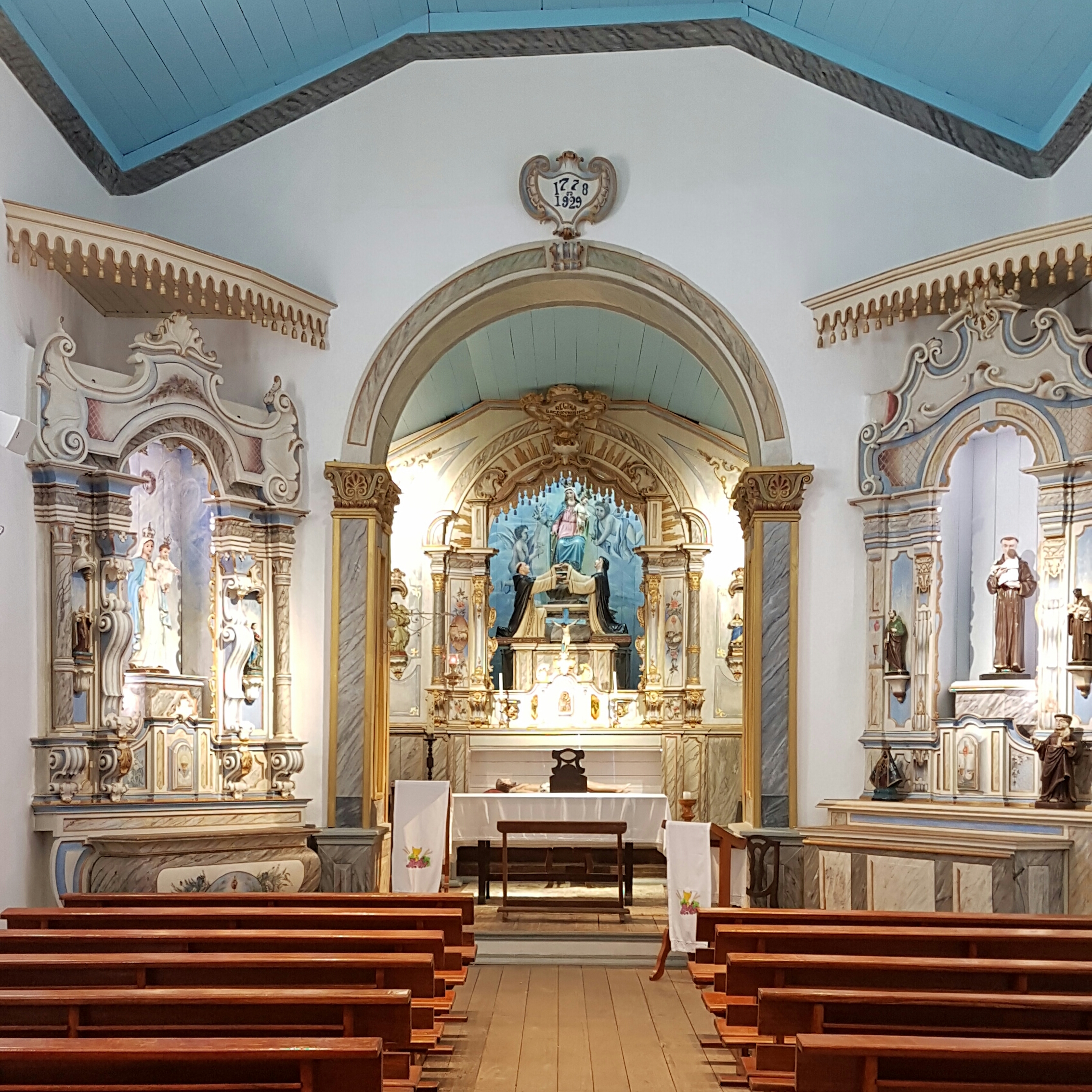
Vista do interior da igreja.
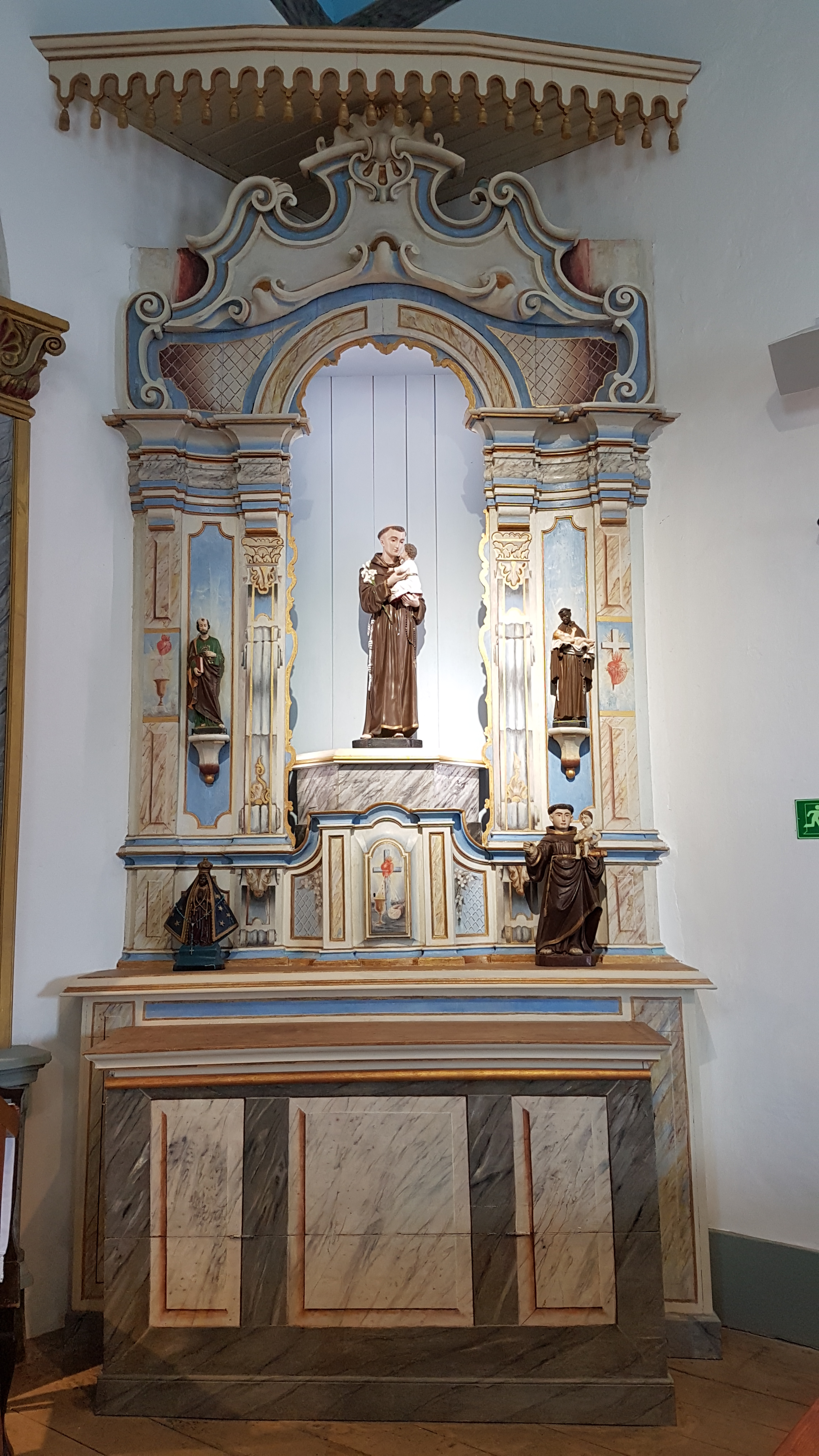
Altar lateral direito.
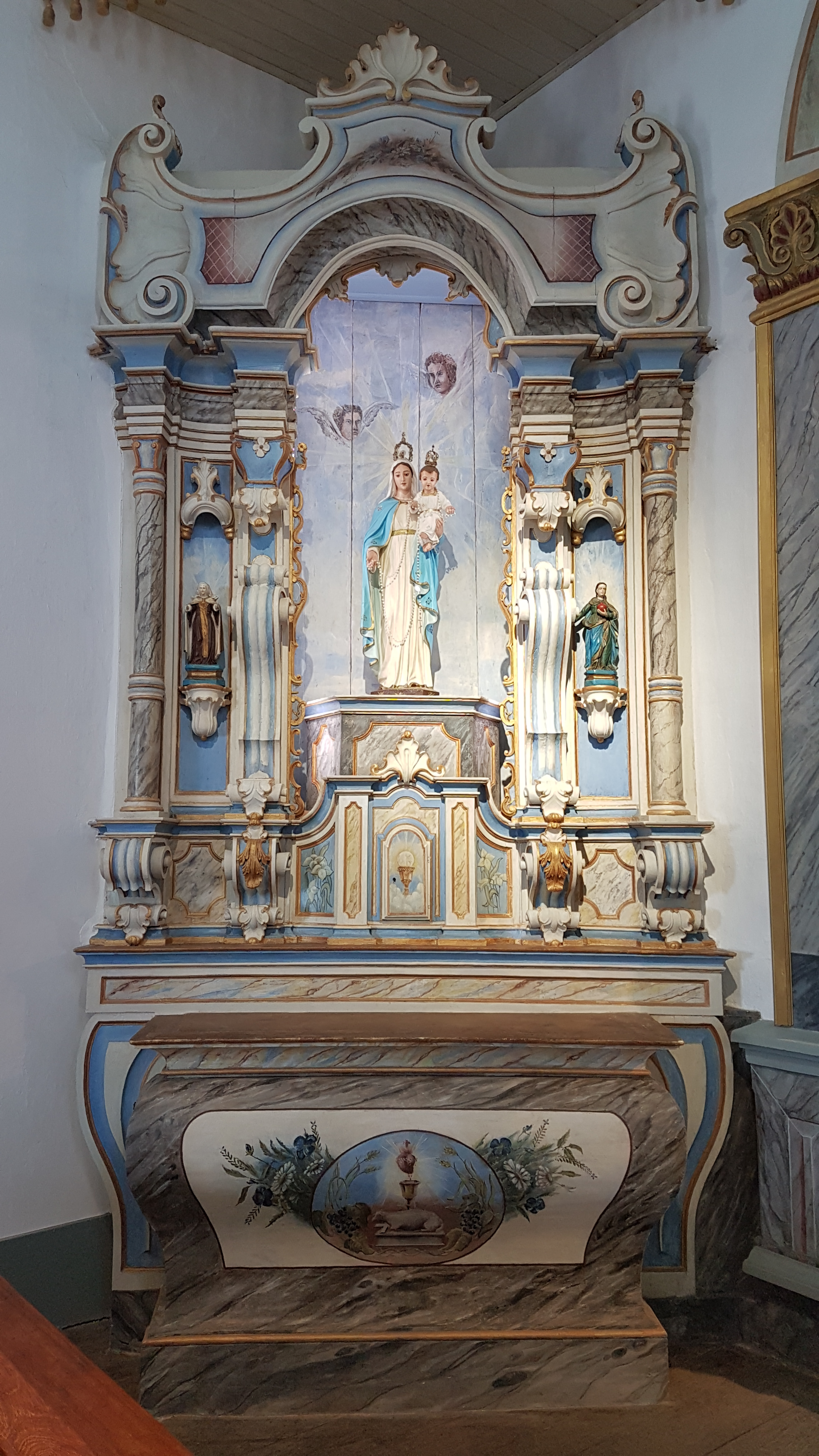
Altar lateral esquerdo.
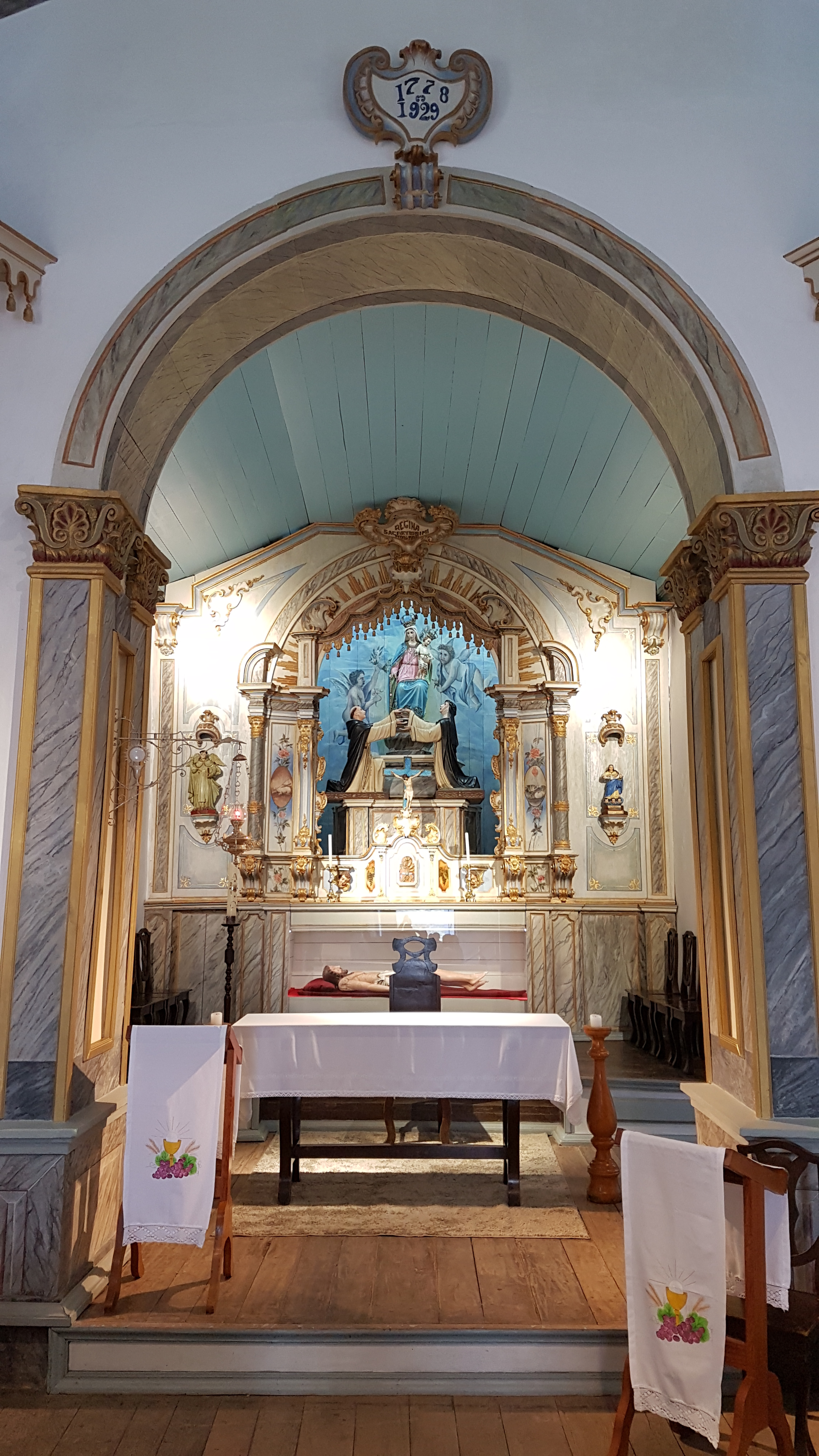
Arco entre a nave e o presbitério.